# احمد فهیم
احمد فهیم (انگلیسی: Ahmet Fehim؛ ۲ اوت ۱۹۳۰ – ۲ اوت ۱۹۳۰) بازیگر، و کارگردان فیلم اهل ترکیه بود.